# Xã Hale, Quận Garland, Arkansas
Xã Hale (tiếng Anh: Hale Township) là một xã thuộc quận Garland, tiểu bang Arkansas, Hoa Kỳ. Năm 2010, dân số của xã này là 16.412 người.